# Onjo
Onjo (kor. 온조왕) – pierwszy władca koreańskiego królestwa Baekje (18 p.n.e. – 28 n.e.), syn Dongmyeonga i brat Biryu.
Według tradycji założył pierwszą stolicę królestwa, Wiryeseong, doprowadził również do powiększenia swego władztwa o przyległe tereny. Nadał także założonej przez siebie dynastii nazwę Buyeo, upamiętniając w ten sposób kraj, z którego pochodził jego ojciec. Następcą został jego najstarszy syn Daru.